# MEILIN
MEILIN（メイリン、1989年4月3日 - ）は韓国ソウル出身の歌手。14歳の時にSom2として韓国でデビュー。2007年にはDreamusicより日本でデビュー。

## アルバム
- The Paradise Girl（2003年11月14日）

### シングル
- SAVE MY SOUL.（2007年2月14日）
  1. SAVE MY SOUL.
  2. Rock my world
  3. SAVE MY SOUL.(instrumental）
  4. Rock my world(instrumental）
- イノセントガール（2007年4月25日）
  1. イノセントガール
  2. プロペラ
  3. イノセントガール(instrumental)
  4. プロペラ(instrumental)
- Candy☆Boy（2007年12月5日）
  1. Candy☆Boy
  2. My Sweet Darlin'
  3. Candy☆Boy(instrumental)
  4. My Sweet Darlin'(instrumental)